# Melsztyn
Melsztyn ist ein Dorf der Gemeinde Zakliczyn im Powiat Tarnowski der Woiwodschaft Kleinpolen in Polen.

## Geographie
Der Ort liegt am linken Ufer des Flusses Dunajec im Pogórze Wiśnickie. Die Nachbarorte sind Charzewice im Westen, Gwoździec im Norden, Zawadka Lanckorońska im Osten, sowie Wesołów im Süden.

## Geschichte
Etwa 1340 (1347–1352) wurde vom Krakauer Kastellan Spycimir Leliwita die Burg Melsthhin auf dem Grund des Dorfs Chorzewice gebaut, später der Hauptsitz einer mächtigen adligen Familie Melsztyński. Der Name ist deutscher Herkunft (etwa Mühlstein.), später Mulsteyn (1362), Myelsthyn (1456) und Melsztin (1581) erwähnt, nicht ungewöhnlich für mittelalterliche Burgen in Polen. Angeblich schon im Jahr 1364 wurde eine römisch-katholische Kirche erbaut. Die Burg wurde im Jahre 1771 während des Aufstandes der Konföderation von Bar niedergebrannt.
Das Dorf gehörte zunächst zum Königreich Polen (ab 1569 in der Adelsrepublik Polen-Litauen), Woiwodschaft Krakau, Kreis Sącz. Bei der Ersten Teilung Polens kam Melsztyn 1772 zum neuen Königreich Galizien und Lodomerien des habsburgischen Kaiserreichs (ab 1804). Ab dem Jahr 1855 gehörte Melsztyn zum Bezirk Brzesko.
1918, nach dem Ende des Ersten Weltkriegs und dem Zusammenbruch der k.u.k. Monarchie, kam Melsztyn zu Polen. Unterbrochen wurde dies nur durch die Besetzung Polens durch die Wehrmacht im Zweiten Weltkrieg. Von 1975 bis 1998 gehörte Melsztyn zur Woiwodschaft Tarnów.

## Sehenswürdigkeiten

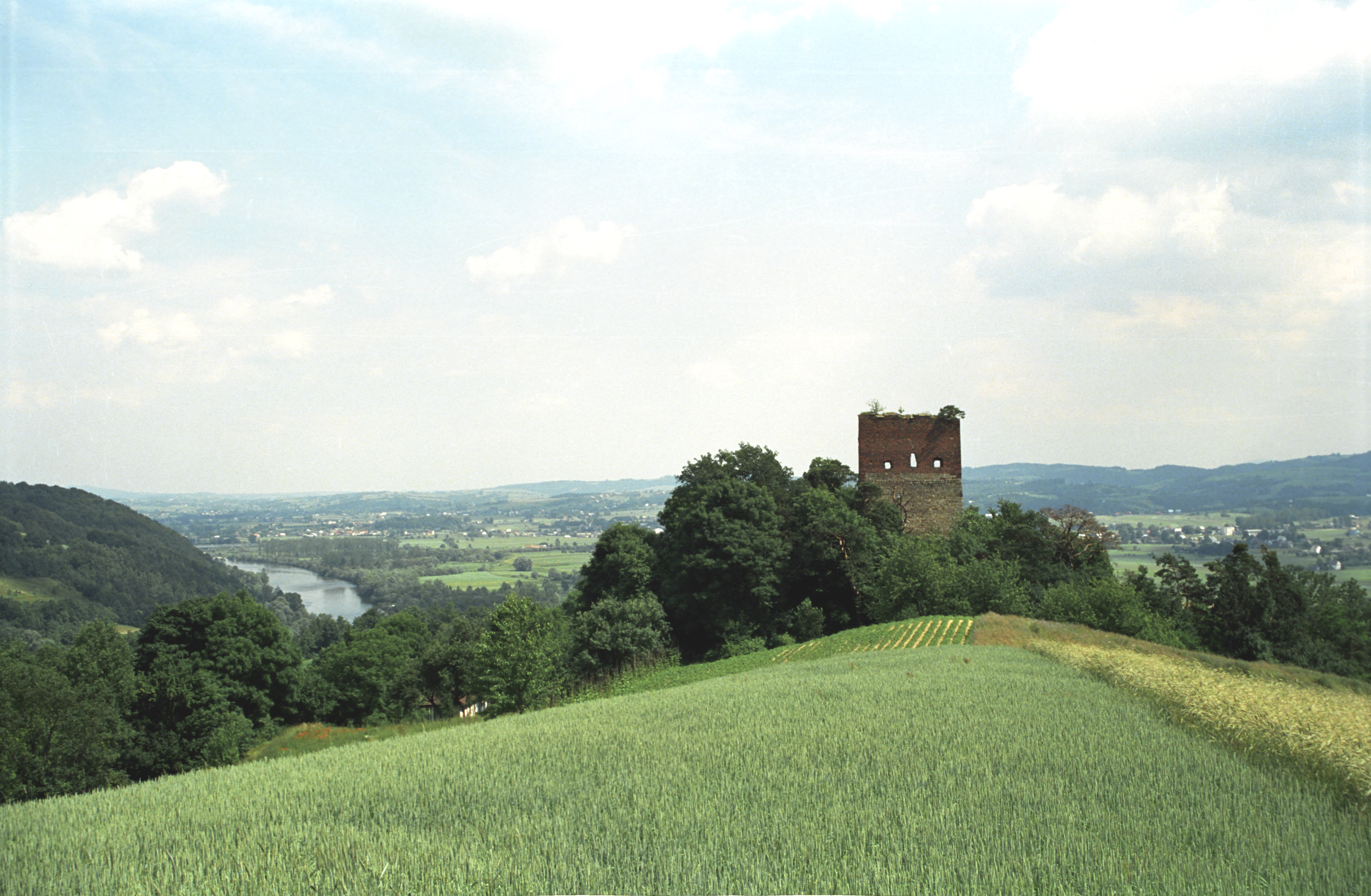
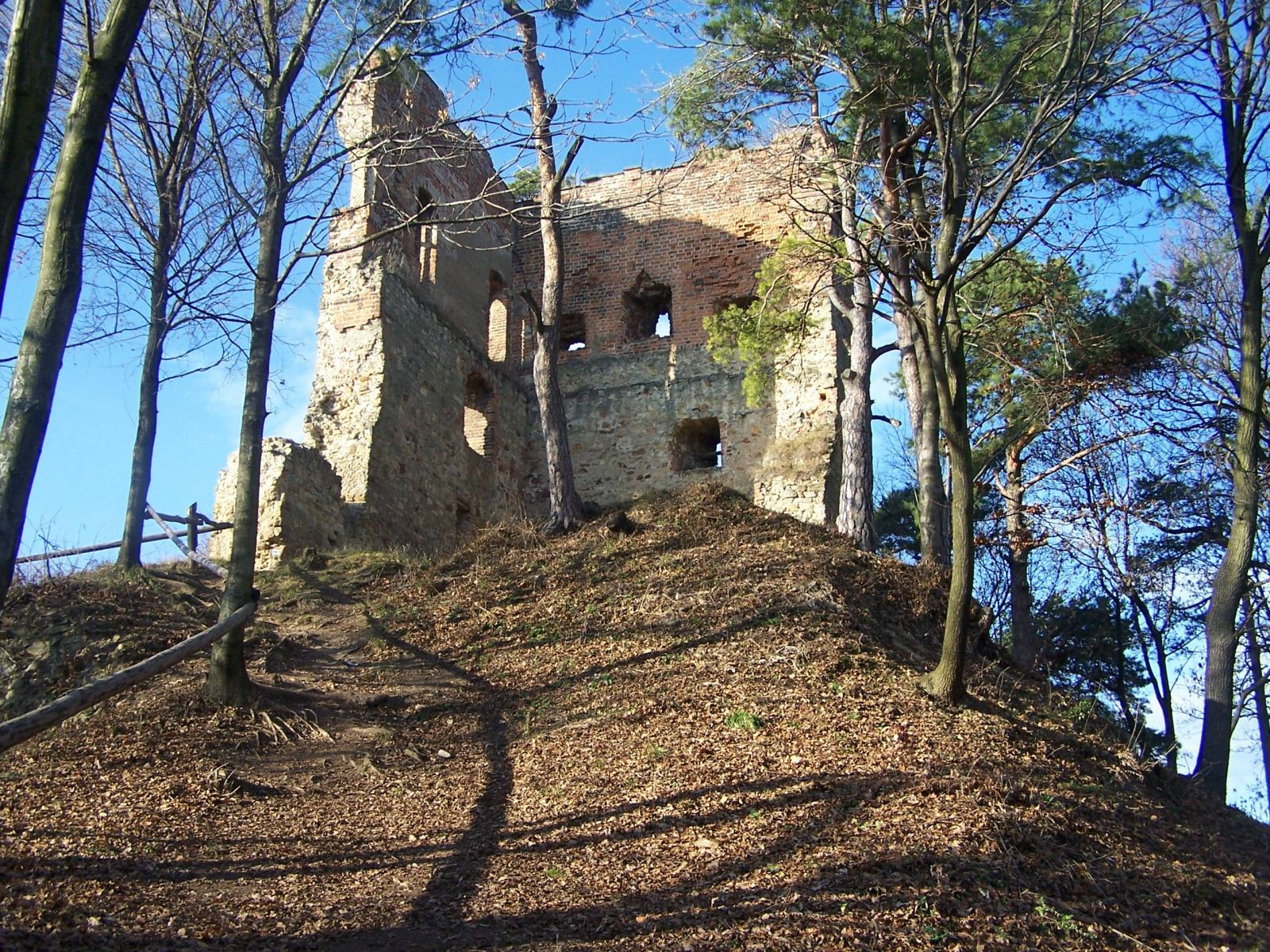

- Burgruinen